# Monika Goll
Monika Goll (* 11. Februar 1942; † 29. Juni 2025 in Bad Homburg vor der Höhe) war eine deutsche Schauspielerin.

## Leben

### Ausbildung und Theater
Monika Goll absolvierte 1962–1964 ihre Schauspielausbildung an der Neuen Münchner Schauspielschule. Ihre Bühnenlaufbahn begann sie mit Festengagements am Südostbayerischen Städtetheater Landshut (1965–1967) und am Landestheater Coburg (1967–1970). In den Spielzeiten 1970/71 und 1971/72 spielte sie am Fränkischen Theater Schloss Maßbach die Wassilissa in Nachtasyl von Maxim Gorki. In der Spielzeit 1971/72 war sie an den Vereinigten Städtischen Bühnen Krefeld und Mönchengladbach verpflichtet. In der Spielzeit 1973/74 war sie am Contra-Kreis-Theater in Bonn engagiert. In der Spielzeit 1974/75 war sie als Gast an den Städtischen Bühnen Augsburg verpflichtet.
Anschließend war Goll weiterhin hauptsächlich als Gastschauspielerin tätig, u. a. am Stadttheater Freiburg (1975) und am Theater Schleswig (1978). In der Spielzeit 1980/81 war sie beim Tourneetheater „Münchner Tournee“ (Direktion: Margit Bönisch) verpflichtet. Weitere Engagements hatte sie an der Komödie im Marquardt in Stuttgart (1981), regelmäßig am Volkstheater Frankfurt (1982–1985), am Theater Dortmund (1987), am Theater Bamberg (1988, als Königin in Hamlet) und an der Komödie Frankfurt (1989).
In den Jahren 1989 und 1990 trat sie am Alten Schauspielhaus Stuttgart auf, u. a. als Frau John in Die Ratten und als Mrs. Quickly in Die lustigen Weiber von Windsor. 1990 spielte sie am Theater Dortmund die Schmuggler-Emma in Herr Puntila und sein Knecht Matti. 1991/92 gastierte sie am Stadttheater Klagenfurt als Frau Alving in Gespenster und in der Titelrolle des Theaterstücks Die amerikanische Päpstin von Esther Vilar.
Es folgten weitere Theaterengagements am Theater Krefeld (1992, als Claire in Die Zofen), am Staatstheater Braunschweig (1993, u. a. Titelrolle in Mutter Courage), am Stadttheater Trier (1994, wiederum als Mutter Courage), an den Vereinigten Bühnen Bozen (1995, wieder als amerikanische Päpstin) und am Zimmertheater Heidelberg (1999 und 2000).
In den folgenden Jahren war sie regelmäßig wieder am Alten Schauspielhaus Stuttgart zu sehen: als Poncia in Bernarda Albas Haus (1999), als Mutter Courage (2000), als Claire Zachanassian in Der Besuch der alten Dame (2001), als Die Neuberin (2002), als Frau Marthe Rull in Der zerbrochne Krug (2003) und als Amme Hanna Kennedy in Maria Stuart (2003).
In den letzten Jahren spielte Goll am Stadttheater Regensburg (2004), an der Komödie im Bayerischen Hof (Spielzeit 2005/06, Tournee) und am Theater für Niedersachsen (TFN) in Hildesheim (2008; 2009–2010; dort u. a. als Großmutter in Geschichten aus dem Wienerwald).

### Festspielauftritte
Sie gastierte mehrfach bei Sommertheaterfestspielen. Im Sommer 1971 gastierte sie bei den Gandersheimer Domfestspielen. Im Sommer 1972 gastierte sie wieder bei den Gandersheimer Domfestspielen. 1974 trat sie bei den Ruhrfestspiele Recklinghausen auf. 1975 gastierte sie bei den Luisenburg-Festspielen in Wunsiedel. 1980 spielte sie bei den Bad Hersfelder Festspielen die Georgette in Die Schule der Frauen. 1985 spielte sie bei den Luisenburg-Festspielen die Maria in der Shakespeare-Komödie Was ihr wollt. 1986 trat sie erneut bei den Luisenburg-Festspielen auf, diesmal als Constance Bonacieux in Die drei Musketiere; im selben Jahr hatte sie auch ein Gastengagement bei den Burgfestspielen Jagsthausen als Götz-Ehefrau Elisabeth in Götz von Berlichingen.
Weitere Festspielauftritte hatte sie bei den Schloßfestspielen Ettlingen (1987, als Frau Sarti in Leben des Galilei), und erneut immer wieder, bei den Luisenburg-Festspielen: 1992 als Witwe Shin in Der gute Mensch von Sezuan, 1995 als Bäuerin Armgard in Wilhelm Tell, 1996 als Daja in Nathan der Weise, 1996 als Belinde in Der eingebildete Kranke, 1998 als Königinmutter in Becket oder die Ehre Gottes, 2001 als Wahrsagerin in Wir sind noch einmal davongekommen, und schließlich noch einmal 2002 als Goebbels in dem Stück In der Löwengrube von Felix Mitterer.
Auch unternahm sie mehrere Theatertourneen durch Deutschland. Am Theater und bei Festspielproduktionen arbeitete sie u. a. mit den Regisseuren Hansgünther Heyme, Imo Moszkowicz, Klaus Gmeiner, Adam Hanuszkiewicz, Wolfgang Kaus, Elert Bode, Hans-Joachim Heyse, Pavel Fieber, Ellen Schwiers, Herbert Kreppel, Günter Krämer, Günther Fleckenstein und Pia Hänggi.

### Film und Fernsehen
Seit den 1970er Jahren arbeitete Goll auch für den Film und das Fernsehen. Ihr Fernsehdebüt gab sie im Oktober 1973 in der kleinen Rolle des Hausmädchens in der 64. Folge der ZDF-Fernsehserie Der Kommissar. Später folgten meist Nebenrollen, u. a. in den Fernsehserien Büro, Büro (1993), Die Wache (1994), Die Gerichtsreporterin (1994) und Marienhof (2010).
In der 5. Staffel der ARD-Krimiserie Hubert und Staller (2016) war sie in einer Episodenrolle sehen; sie spielte Luise Ammann, die Zeugin und Mutter eines tatverdächtigen, ehemaligen Klassenkameraden Huberts. Im April und Mai 2017 stand Goll für die ARD-Serie Rote Rosen vor der Kamera. In Folge 2454 (Ausstrahlung: 3. Juli 2017) hatte sie ihren ersten Auftritt; sie spielte die „mürrische“ Patientin und frühere Kleingärtnerin Helga Kathmann.

### Privates
Monika Goll lebte viele Jahre in München im Stadtteil Maxvorstadt, zuletzt in einem Seniorenheim in Bad Homburg vor der Höhe.  Goll starb am 29. Juni 2025 im Alter von 83 Jahren.

## Filmografie (Auswahl)
- 1973: Der Kommissar: Ein Mädchen nachts auf der Straße (Fernsehserie)
- 1978: Jauche und Levkojen (Fernsehmehrteiler)
- 1982: Wie das Leben so spielt (Fernsehserie)
- 1983: Büro, Büro: Der Dienstweg (Fernsehserie)
- 1983: Nesthäkchen (Fernsehserie)
- 1994: Die Wache: Gute Nachbarn (Fernsehserie)
- 1994: Die Gerichtsreporterin: Ordnung muß sein (Fernsehserie)
- 1994: Anna Maria – Eine Frau geht ihren Weg (Fernsehserie)
- 1996: Gegen den Wind (Fernsehserie)
- 2006: Cocoon (Kurzfilm)
- 2010: Marienhof (Fernsehserie)
- 2010: Grabpflege (Kurzfilm)
- 2013: Frühling: Frühlingskinder (Fernsehreihe)
- 2015: Die Schwefelhölzchen (Kurzfilm)
- 2016: Hubert und Staller: Tödliches Klassentreffen (Fernsehserie)
- 2017: Polizeiruf 110: Nachtdienst (Fernsehreihe)
- 2017: Rote Rosen (Fernsehserie)
- 2019: Und tot bist Du! – Ein Schwarzwaldkrimi (TV-Zweiteiler)
- 2021: Die Chefin: Portofino (Fernsehserie)
- 2022: Lena Lorenz: Baby auf Probe (Fernsehreihe)